# Statens kunstakademi
Statens Kunstakademi (SKA) er en norsk uddannelsesinstitution for billedkunst, oprettet i 1909. Det var tre professorklasser, én for tegning, én for maleri og én for billedhuggerkunst. Malerne Christian Krohg og Halfdan Strøm, og billedhugger Gunnar Utsond blev ansat som de første professorer.
Statens kunstakademi har gennem årene befundet sig i mange forskellige bygninger og gennemgået store strukturelle forandringer. Akademiet blev højskole i 1971 og tilbyder i dag et treårig bachelorprogram og et toårig masterprogram, med fordybning indenfor maleri, fotografi, skulptur, installationskunst, performance, digital kunst og kunstteori.
Siden 1996 har Statens kunstakademi været fusioneret med Kunsthøgskolen i Oslo. Dette har genereret meget debat fra norske kunstmiljøer. I efteråret 2005 blussede konflikten op på ny, efter at afdelingen mod de studerendes og de ansattes ønsker blev slået sammen med den tidligere Statens Håndverks- og Kunstindustriskole i det nyoprettede Fakultet for Visuell Kunst. 